# Paco Valladares
Francisco Valladares Barragán, conocido artísticamente como Paco Valladares (Pilas, Sevilla, 20 de agosto de 1935-Madrid, 17 de marzo de 2012), fue un actor español de teatro, cine, doblaje y televisión.
Desarrolló una extensa carrera profesional, principalmente en el teatro, donde intervino en numerosas de las principales producciones dramáticas que se han realizado en el panorama teatral español durante los últimos cincuenta años. Dotado de una magnífica voz y con formación musical, Valladares intervino como intérprete dramático en conciertos sinfónicos y en comedias musicales de éxito.

## Biografía
A la edad de siete años se traslada con su familia de Sevilla a Madrid ciudad en la que vivió desde entonces. A los catorce forma parte de una célebre compañía de teatro infantil en el desaparecido Teatro Fontalba de Madrid.
Cursa estudios de Arte Dramático en el Conservatorio de Madrid (hoy Real Escuela de Arte Dramático de Madrid) y tiene como profesores a Mercedes Prendes y a Manuel Dicenta. También recibe clases particulares de José Franco. Posee formación musical, habiendo recibido lecciones de canto de Marimí del Pozo, discípula de José María Alvira y de Ana Higueras.
Está ligado a la televisión desde sus orígenes en 1956, donde fue el primer locutor de continuidad de Televisión Española (TVE). Interviene en los espacios dramáticos de TVE. Presenta programas de variedades y participa en magazines en los que interpreta diversos sketchs cómicos.
En los años 80, los de la Movida Madrileña, tuvo un espacio televisivo en el que declamaba las letras de las canciones más populares del momento: las letras de las canciones más heavies, más punkies... como si de clásicos del Siglo de Oro se tratase. El resultado era desternillante: al mismo tiempo que Valladares hacía que se prestase atención a las letras de las canciones que casi todo el mundo tarareaba, él despertaba la risa al pronunciar el estribillo, que todos conocían, con una entonación siempre original y diferente.
En abril de 2009 recibe el Premio Mayte de teatro a la labor de toda una vida y en 2011 reconocimientos como la Investidura de Mayoral de Honor de la Cofradía del Vino de Valdepeñas (Ciudad Real) o el nombramiento como Quijote Universal en Mota del Cuervo (Cuenca). Uno de sus últimos trabajos realizados lo llevó de gira por toda España con la comedia policíaca Trampa mortal  (enlace roto disponible en Internet Archive; véase el historial, la primera versión y la última). de Ira Levin, junto a María Garralón, Alejandro Navamuel, Marisa Segovia y Rafael Esteban. Se trata de una obra que ya había representado Paco Valladares en dos anteriores ocasiones, un clásico del género policíaco que acaba de reponerse en el Noël Coward Theatre de Londres 

Muere la tarde del 17 de marzo de 2012 a los 76 años, a consecuencia de la leucemia, tras complicarse la enfermedad con una neumonía.

## Teatro
Se incorpora a la Compañía del T.E.U. (Teatro Español Universitario), que dirigen Jacinto y Modesto Higueras que lleva un amplio repertorio de teatro clásico y contemporáneo. Más adelante pasa a formar parte de la Compañía del Teatro Nacional de Cámara. Interviene, entre otras muchas obras, en el Auto Sacramental La vida es sueño de Pedro Calderón de la Barca, Sur de Julien Green, Té y Simpatía de Robert Anderson (junto a Josita Hernán); Asmodee de François Mauriac, El día siguiente de Luis Francisco Rebello, El caballero de Olmedo de Lope de Vega, Dineros son calidad de Lope de Vega, Medea de Eurípides, El lindo Don Diego (1955) de Agustín Moreto, Doña Endrina de Manuel Criado del Val (adaptación del Libro de buen amor del arcipreste de Hita), No habrá guerra de Troya de Jean Giraudoux, etc. 
En el Patio de Reyes del Monasterio de El Escorial interviene en Las Soledades del Rey de José María Pemán, junto a Mari Carrillo, Enrique Diosdado y Guillermo Marín. 
En sus comienzos forma parte de las más importantes compañías de repertorio: la Compañía de María Jesús Valdés y José María Mompín, dirigida por José Luis Alonso, con Macbeth (1957), Medida por medida (1955) y La fierecilla domada (1954) de William Shakespeare, El mejor alcalde, el rey (1955) de Lope de Vega, El Hijo Pródigo (1955) de José de Valdivieso, La Celestina (1956) de Fernando de Rojas, etc.; la Compañía de Lola Membrives con Al fin mujer y La Malquerida de Jacinto Benavente y El río se entró en Sevilla de José María Pemán dirigidas por Alberto González Vergel; la Compañía de Fernando Fernán Gómez y Analía Gadé con La fierecilla domada de William Shakespeare; la Compañía de Asunción Sancho con Un 30 de febrero  de Alfonso Paso, dirigida por el autor; la Compañía del Teatro Eslava de Madrid, bajo la dirección de Luis Escobar, y junto a Asunción Sancho, con Un tranvía llamado deseo (1961) de Tennessee Williams, El amor es un potro desbocado (1961) de Luis Escobar y Yerma (1960) de Federico García Lorca, etc.; la Compañía de Guillermo Marín y Amparo Soler Leal con La zapatera prodigiosa de Federico García Lorca; la compañía de Carmen Bernardos, bajo la dirección de Ángel Fernández Montesinos, en La viuda valenciana de Lope de Vega...
En 1962 triunfa en la obra Sosteniendo el tipo de Alfonso Paso junto a María José Alfonso.
Con el teatro de juventudes Los Títeres bajo la dirección de Ángel F. Montesinos interviene en 1963 en Pastores de Belén de Lope de Vega y en Peter Pan de James Matthew Barrie. 
En el Teatro Español interpreta El sueño de una noche de verano de William Shakespeare, dirigida por Cayetano Luca de Tena en 1964.
En 1964 interviene en el reparto de La fiebre de junio de Alfonso Paso con Ana María Vidal, Victoria Rodríguez... En el mismo año interviene en el montaje de El oído privado y el ojo público de Peter Shaffer junto a Andrés Mejuto.
Protagoniza, junto a Rocío Dúrcal, Un domingo en Nueva York de Norman Krasna, dirigida por Adolfo Marsillach.
En el Teatro Marquina, protagoniza grandes éxitos como Descalzos en el Parque (1965) junto a Sonia Bruno y Lilí Murati, Sola en la oscuridad (1967) de Frederick Knott, dirigida por Jaime Azpilicueta, con María Asquerino, la reposición de Historia de una escalera de Antonio Buero Vallejo, dirigida por José Osuna, junto a Cándida Losada, Victoria Rodríguez y Nuria Carresi, La casa de las chivas (1969) de Jaime Salom dirigida por José María Loperena junto a María José Alfonso y Terele Pávez que permaneció en cartel más de tres años, etc.
En 1965 protagoniza con Irene Gutiérrez Caba Juan Pérez, de Alfonso Paso.
En 1966 interpreta Ligazón, de Valle-Inclán, en el Teatro de la Zarzuela, junto a Nuria Torray. 
Interpreta el papel de Don Juan en Don Juan o el amor a la geometría de Max Frisch, con la Compañía de Teatro Nacional de Cámara y Ensayo bajo la dirección de Víctor Catena, con la Orquesta de Jazz de Madrid tocando música de Adolfo Waitzman en el Teatro Español. 
Protagoniza Las Mariposas son libres de Leonard Gershe dirigida por José Luis Alonso junto a Elena María Tejeiro y Milagros Leal, en la que interpreta la canción “Las mariposas son libres” compuesta por Julio Iglesias. Esta obra permaneció casi cuatro años en cartel. Años más tarde la vuelve a interpretar junto a Verónica Forqué.
En el Teatro Fígaro estrena La fundación (1974), de Antonio Buero Vallejo, dirigida por José Osuna, con Jesús Puente, Victoria Rodríguez y Pablo Sanz.
En el Teatro Infanta Beatriz, actúa en ¡Qué absurda es la gente absurda! (1974) de Alan Ayckbourn, dirigida por Jaime Azpilicueta, junto a María José Alfonso, Marisa de Leza, Mari Carmen Yepes, Fernando Guillén y José Vivó.
En el Festival de Teatro Clásico de Mérida interviene en La Orestíada (1975) de Esquilo, dirigida por José Tamayo Rivas con música de Cristóbal Halftter y en Las bacantes (1978) de Eurípides con música de Carmelo Bernaola y dirigida por José Luis Morera.
En 1976 interviene en la obra El filántropo de Christopher Hampton con Miguel Palenzuela y Julita Martínez.
En el Teatro Bellas Artes protagoniza Los hijos de Kennedy, dirigido por Ángel García Moreno, con Gemma Cuervo, María Luisa Merlo, Marisa de Leza y Pedro Civera.
Protagoniza Historia de un caballo (1979), adaptación de un cuento de Tolstoi, dirigida por Manuel Collado Sillero, con José María Rodero y María José Alfonso. Años más tarde, en 2001, vuelve a interpretar el personaje del Príncipe Serpujolvskoi en una adaptación musical de José Nieto junto a Carlos Hipólito. 
Dirigido por Ángel Fernández Montesinos protagoniza Trampa mortal de Ira Levin, junto a María Silva y Trini Alonso, obra que repone años más tarde junto a María Kosty, Marisol Ayuso, Arsenio León y Emiliano Redondo.
Protagoniza en 1990 El señor de las patrañas de Jaime Salom con Emma Penella, Emma Ozores... Protagoniza, junto a Lola Herrera, Segundos Fuera dirigida por Ángel García Moreno en el teatro Fígaro. En 1991 interpreta  La noche del sábado, de Jacinto Benavente, con Gemma Cuervo y Vicente Parra en el Teatro Español. Interpreta el papel de El Mundo en el auto sacramental El gran teatro del mundo de Pedro Calderón de la Barca en 2000 con la Compañía Lope de Vega dirigida por José Tamayo Rivas que se representó en numerosas iglesias y catedrales españolas, en la Ciudad del Vaticano y en el Teatro de Bellas Artes de Madrid.
Hace de un Don Juan acabado en la obra Inés desabrochada (2005), de Antonio Gala, recreación del mito del Don Juan Tenorio, junto a Concha Velasco y Nati Mistral dirigidos por Pedro Olea. Interviene, como Don Juan, en la lectura dramatizada de Don Juan de Zorrilla en el espectáculo 50 voces para Don Juan (2005), que dirige Mario Gas en el Teatro Español.
Protagoniza junto a José Luis Pellicena y Concha Cuetos Llama un inspector (2007) de J. B. Priestley dirigida por Román Calleja.

## Comedia musical
Intervino en comedias musicales de éxito en las que a su interpretación como actor dramático añade su actuación como cantante en los números musicales. Protagonizó Yo quiero a mi mujer de Michel Steward con música de Cy Coleman, junto a Alfredo Landa, María Luisa Merlo y Josele Román, bajo la dirección de Jaime Azpilicueta; Por la calle de Alcalá (1983), musical de Ángel Fernández Montesinos y Arteche con coreografía de Portillo, junto a Esperanza Roy, y el musical de Ángel Fernández Montesinos y Arteche ¡Mamá, quiero ser artista! (1986) junto a Concha Velasco.
Protagoniza en 2007, junto a Paloma San Basilio, el musical Víctor & Victoria de Blake Edwards con música de Henry Mancini, adaptado y dirigido por Jaime Azpilicueta.
Interviene en la opereta bufa Calipso, versión moderna y adaptación de El joven Telémaco realizada por Pedro Víllora con dirección escénica de Ángel Roger y musical de Montserrat Font Marco, obra que inaugura el Festival de Teatro de Mérida de 2006.

## Televisión y radio
En 1956, procedente del cuadro de actores de Radio Nacional de España, pasa a ser el primer locutor de continuidad de Televisión Española, junto a Laura Valenzuela, Blanca Álvarez Mantilla, David Cubedo y Jesús Álvarez García.
Protagoniza Diego de Acevedo (1966), la primera serie filmada que realiza TVE, y más tarde protagoniza David Copperfield, dirigida por Juan Guerrero Zamora, que se puede considerar como la primera novela de larga duración en la historia de la televisión en España.
Fue la primera voz que se escuchó a las 19:30 horas, en Canal Sur 1, haciendo una descripción de la Andalucía Milenaria, abriendo las emisiones del por entonces novel canal andaluz.

Al sur, en el centro de todas las nostalgias ibéricas. Abierta al mar y a la aventura. Amigable en el empeño y en el deseo poético. Con el corazón transverberado por la cultura y el arte, luminosa y cierta, vive su realidad la ANDALUCÍA MILENARIA. 
ANDALUCÍA, concebida en la complicidad mitológica que la aproxima al alba que es un lucero. Hecha de fábulas que sueñan realidades, acunada por un Mediterráneo que pacta a América en el Atlántico. Principio y Manantial de Sangre de un nuevo mundo y término feliz del Occidente que se hace síntesis en la extensión de su piel geográfica.
Santuario donde la historia pierde su recuerdo de crónica y engarza la leyenda del esplendor áureo de Tartesos. Experiencia única, en el que la imaginación se alía con los inicios de lo democrático. Clásica y Romana, hacedora de Dioses Imperiales en los Trajanos y los Adrianos. 
Acuñadora de una manera de afrontar la adversidad y del infortunio en el Senequismo. Árabe y Filosófica, Al Ándalus, maestra de saberes y especulaciones, médica y matemática, arquitectónica y poética, tensa y amorosa, que, como una paloma herida, por el poder de una palabra, se hace arabesco. Paraíso del agua derramándose por el solo placer de hacerse murmullo. Atardecida y Mañanera en el brillo del barro de menudencias, de abalorios y volúmenes de sus edificios, sorprendente en el milagro armonioso de sus alcázares y en el laberinto de columnas de sus mezquitas. 
Andalucía, del atardecer de un río que lleva nombre sevillano y conduce un rey poeta entre el llanto de sus riberas, camino del NO ME OLVIDES, que es una elegía.
Al Ándalus de los baños y del alumbrado público, del trazado íntimo de lo callejero, de las madrazas y de las universidades, con referencia a un tiempo en el que, en Europa, el urbanismo no era aún ni el parpadeo de una necesidad.
Caprichosa, hasta hacer sultana una lavandera por la gracia de acabar en paz y en armonía, un poema regio.
Andalucía, Corona real de la cábala, Delirio de Maimónides e Ingabirol. Mística, Herida y trascendida, la habitadora desde el pensamiento que acentúa y eleva lo cotidiano haciéndolo raíces por Castilla, piedra por la Europa Nuestra.
Andalucía, de la que dijo el poeta: “Tu corazón es un manantial en el que en palabras se deshace y la emoción se pierde”.
Críptica y a la vez Clara, comprometida y eficaz, defiende en sus ferias el secreto barroco del concordismo. La Historia es un trajín ininterrumpido de lucidez y concordias, una experiencia inagotable de diálogo con lo foráneo hasta hacerse crisol y compendio. Creadora y especulativa que Dibuja en la agilidad del conocimiento, toda una tesis, en la que el vitalismo se proyecta la proximidad y la convivencia.
Andalucía, en la que España se reconoce en lo dentro y es reconocida en lo fuera, por sus usos, por su esencia y su carácter. Por su idiosincrasia y el por el propio sabor añejo y con solera de todo cuanto de ella nace.
Bruñidora de proyectos sociales y orientadora de la cosa pública, que ha marcado desde siempre los modos de coexistencia política en el total de la piel de toro.
Espejo Constitucional y Maestra de constituciones, desde la savia gaditana de sus cortes. Valiente y heterodoxa en blanco White.
Romántica y exaltada en el delirio lineal, en la palabra dolorosa, en las rimas y leyendas de Gustavo Adolfo Bécquer.
Andalucía de los Premios Nóbel, que compone en la literatura española, las marcas de los juanramoniano y lo alexandrino.
Misteriosa y Trágica en Lorca, Amarga en Cernuda, Surrealista en Alexandre, Marinera en Alberti, Pasional en Prados, Torera en Villalón. Filosófica hasta superar todo adorno del pensar para hacerse pensamiento en María Zambrano, universal, marcando desde Málaga la revolución por los siglos de los siglos de todas las pinturas. Desde el ojo minutáurico de un Picasso nacido al pie de un obelisco, Reloj de sol de horas libres y afortunadas.
Andalucía, liberal hasta la muerte, en los quites contra el poder absoluto de Marianita Pineda y Torrijos.
Que Viste el valor de luces y hecha desde lo ancestral renovando el riesgo pulso de la muerte de un toro, a las 5 en punto de la tarde. Musical en sus jardines y en sus generalifes, en los que, en la noche y el arrayán, se hacen sinfonía impresionista y música callada. 
Andalucía, de la muerte que huye de la muerte y hace espantada en la vida a la locura y se cuela silenciosa y conversadoramente en el alma de lo ajeno hasta hacerlo adicto y próximo. Capaz del prodigio de invertir los términos y ser invasora por la luz de su cultura y la ciencia, desde su antiguo modo de existir a quienes quieran invadirla por la fuerza. Unitaria, sintiéndose como el eslabón de una cadena preciosa que vuela su decisión de ser hacia la España en la que se encarna, para que al fin pueda participar en una esplendorosa empresa común, pues su esencia última se justifica en un sueño y pasión verdiblancos que no conoce más fronteras que lo universal. 

Protagoniza grandes obras del teatro español y universal realizadas en el espacio “Estudio 1” e interviene en otras series producidas por TVE a lo largo de casi 20 años. Presenta programas de variedades como Noches de Gala (1994) y Suena la Copla. Participa con números musicales en las galas anuales de Castilla-La Mancha Televisión. 
Participa en los magazines que dirige María Teresa Campos, Ésta es su casa (TVE 1990-1991), Pasa la vida (TVE 1991-1996) Día a día (1996-2004) en Telecinco y Cada día (2004-2005) en Antena 3, en los que interpreta diversos sketchs cómicos, siendo el más famoso, la recreación de un matrimonio de ficción con María Teresa Campos, del que cabe destacar la etapa en la que el matrimonio recreaba un noticiero en clave de humor.

## Doblaje
A mediados-finales de los años 50, se incorpora a la profesión del doblaje en Madrid. Con su voz de galán prestó su voz a actores como Clint Eastwood ("El bueno, el feo y el malo"), Alain Delon ("El Gatopardo"), Robert Redford ("Todos los hombres del presidente"), Robert Wagner ("De amor y de guerra"), Richard Burton ("Cleopatra (película de 1963)"), Sidney Poitier ("Cazador de forajidos"), entre otros. Actividad que fue espaciando y abandonando con el paso del tiempo debido a sus otras actividades profesionales. Dobló a cientos de personajes.

## Recitales de poesía
Lleva a cabo numerosos recitales de poesía con un repertorio que incluye a los grandes poetas hispanoamericanos: Bécquer, Lorca, Machado, Miguel Hernández, Quevedo, y Santa Teresa de Jesús, entre otros, acompañados de músicas de Bach, Boccherini, Manuel de Falla, Sabicas y Sors que alterna con textos de cantautores como Joan Manuel Serrat o Joaquín Sabina. Pone en escena el espectáculo poético musical Con estos versos de la tierra mía dirigido por Ángel Fernández Montesinos junto a Agustín Maruri a la guitarra con el que realizó una gira de gran éxito por España y Latinoamérica.

## Conciertos
Es frecuente su participación en conciertos sinfónicos, entre los que cabe destacar Ariadna en Naxos, con la Orquesta de Radio Televisión dirigida por Hans Von Benda en el Palacio de la Música de Madrid. Estrena, en el Teatro Real de Madrid, con el Grupo de Cámara Koan “El sonido de la Guerra” de Luis de Pablo y Vicente Aleixandre, Oedipus Rex de Stravinski, en dos versiones, la primera con la Orquesta y coro de RTVE bajo la dirección de Antoni Ros-Marbà, y, la segunda, con la Orquesta de Valencia dirigida por Manuel Galduf, Pedro y el lobo con la Orquesta de Madrid, dirigida por Mercedes Padilla, Dionisio, in Memoriam sobre textos de Dionisio Ridruejo, con la Orquesta Filarmonía bajo la dirección de Leonardo Balada, junto al Coro Orfeón Filarmónico Magerit, Cantata Manriqueña de Claudio Prieto, con la Orquesta Sinfónica de Castilla y León dirigida por Pascual Osa, en la Catedral de Palencia.
Colabora en la dirección de la ópera Celos, aún del aire, matan de Calderón de la Barca en el Teatro Real de Madrid junto a Pier Luigi Picci.

## Discos
La Compañía CBS le contrata durante cinco años, tiempo en el que graba varios discos. Graba también discos de poesía: Con estos versos de la tierra mía (editado por Discos Home) y Rapsodia española. Antología de la poesía popular, que forma parte del libro del mismo título de Antonio Burgos, editado por La Esfera. Graba para EMEC DISCOS monografías dedicadas a poetas españoles en una colección titulada Poetas Españoles en la voz de Francisco Valladares, donde se recogen sus declamaciones de los poetas Miguel Hernández, Rafael de León, Antonio Machado, Federico García Lorca y Juan Ramón Jiménez con fondos musicales diversos interpretados por el guitarrista Agustín Maruri y el violonchelista Michael Kevin Jones.Estas fueron sus últimas grabaciones y constituyen una lecciòn magistral de su incomparable arte como rapsoda poético. Le serie se interrumpió a causa de su fallecimiento.

## Cine
También participa como actor o narrador en algunas películas como:
| Año  | Título                          | Personaje                      | Director                   | Género          | Duración |
| ---- | ------------------------------- | ------------------------------ | -------------------------- | --------------- | -------- |
| 1962 | La gran familia                 | Novio 2                        | Fernando Palacios          | Comedia/Drama   | 1h 44m   |
| 1963 | Llegar a más                    | Hijo propietario coche Florida | Jesús Fernández Santos     | Drama           | 1h 24m   |
| 1964 | Franco: ese hombre              | Voces                          | José Luis Sáenz de Heredia | Documental      | 1h 37m   |
| 1965 | El arte de vivir                | Santiago                       | Julio Diamante             | Drama           | 1h 25m   |
| 1966 | El juego de la oca              | Muñoz                          | Manuel Summers             | Drama/Comedia   | 1h 52m   |
| 1970 | Orloff y el hombre invisible    | Le docteur Garondet            | Pierre Chevalier           | Terror          | 1h 22m   |
| 1972 | Dos chicas de revista           | Mario                          | Mariano Ozores             | Comedia musical | 1h 26m   |
| 1974 | Un hombre como los demás        |                                | Pedro Masó                 | Drama           | 1h 32m   |
| 1975 | Ligeramente viudas              | José Luis                      | Javier Aguirre             | Comedia         | 1h 34m   |
| 1975 | Tres suecas para tres Rodríguez | Richard                        | Pedro Lazaga               | Comedia         | 1h 30m   |
| 1975 | Virilidad a la española         | Dr. Mejía                      | Francisco Lara Polop       | Comedia         | 1h 30m   |
| 1976 | Más allá del deseo              | Nicolau                        | José Antonio Nieves Conde  | Drama           | 1h 33m   |
| 1978 | El hombre que supo amar         | Juan Dios (voz)                | Miguel Picazo              | Drama           | 1h 35m   |
| 1979 | La familia, bien, gracias       | Alberto Muñoz                  | Pedro Masó                 | Comedia/Drama   | 1h 44m   |
| 1982 | Pestañas postizas               | El gran Charly                 | Enrique Belloch            | Drama           | 1h 24m   |
| 1982 | La vida, el amor y la muerte    | Hugo                           | Carlos Puerto              | Comedia         | 1h 38m   |
| 1984 | Las alegres chicas de Coslada   | Alfonso                        | Rafael Gil                 | Comedia         | 1h 50m   |
| 1986 | Hay que deshacer la casa        | Político                       | José Luis García Sánchez   | Comedia/Drama   | 1h 30m   |
| 1991 | El gran truco                   | Paco                           | José Luis Garci            | Terror          | 48m      |
| 1999 | Manolito Gafotas                | Cura                           | Luis Miguel Albaladejo     | Comedia         | 1h 26m   |
| 2005 | El Secreto de la Abuela         |                                | Belén Anguas               |                 | 1h 42m   |